# Camp de gel

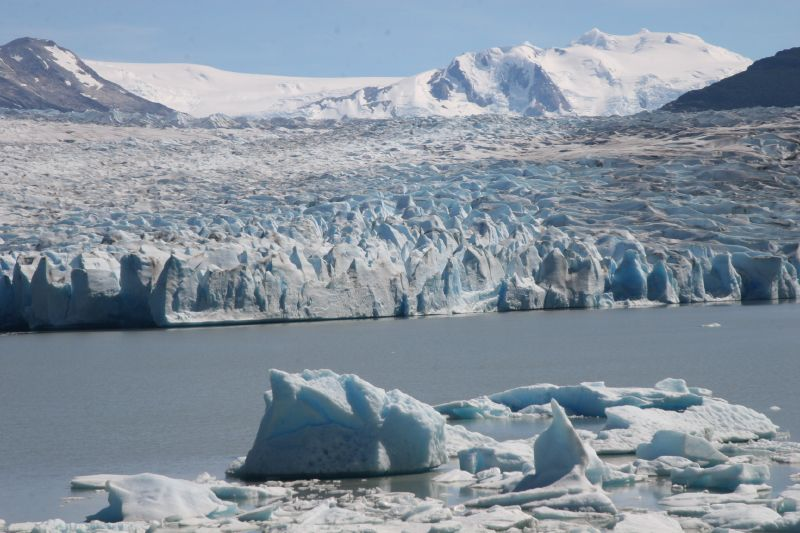
La glacera Grey, un dels quals componen el camp de gel patagó sud, formació compartida per l'Argentina i Xile.

Camp de gel o capa de gel és el nom que reben diverses masses de gels continentals. Els camps de gel són extenses àrees mesetosas rocoses cobertes per un mantell de gel, els marges del qual formen glacials i congestes, que desemboquen, a través de canals i fiords, a algun llac o al mar. Els camps de gels se situen principalment a les zones polars i patagones i cobreixen diversos accidents geogràfics, com a llacs o enormes cordons muntanyencs.
Els geògrafs parlen de «camp de gel» quan l'extensió coberta per gels i neus és inferior a 50 000 km², i es tractaran de indlandsis (o «gel continental» pròpiament dit), quan les cobertes glacials són superiors a un milió de km². Per a la dècada del 2010 encara persisteixen dos indlandsis: el indlandsis de l'Antàrtida i el indlandsis de Groenlàndia.

## Formació

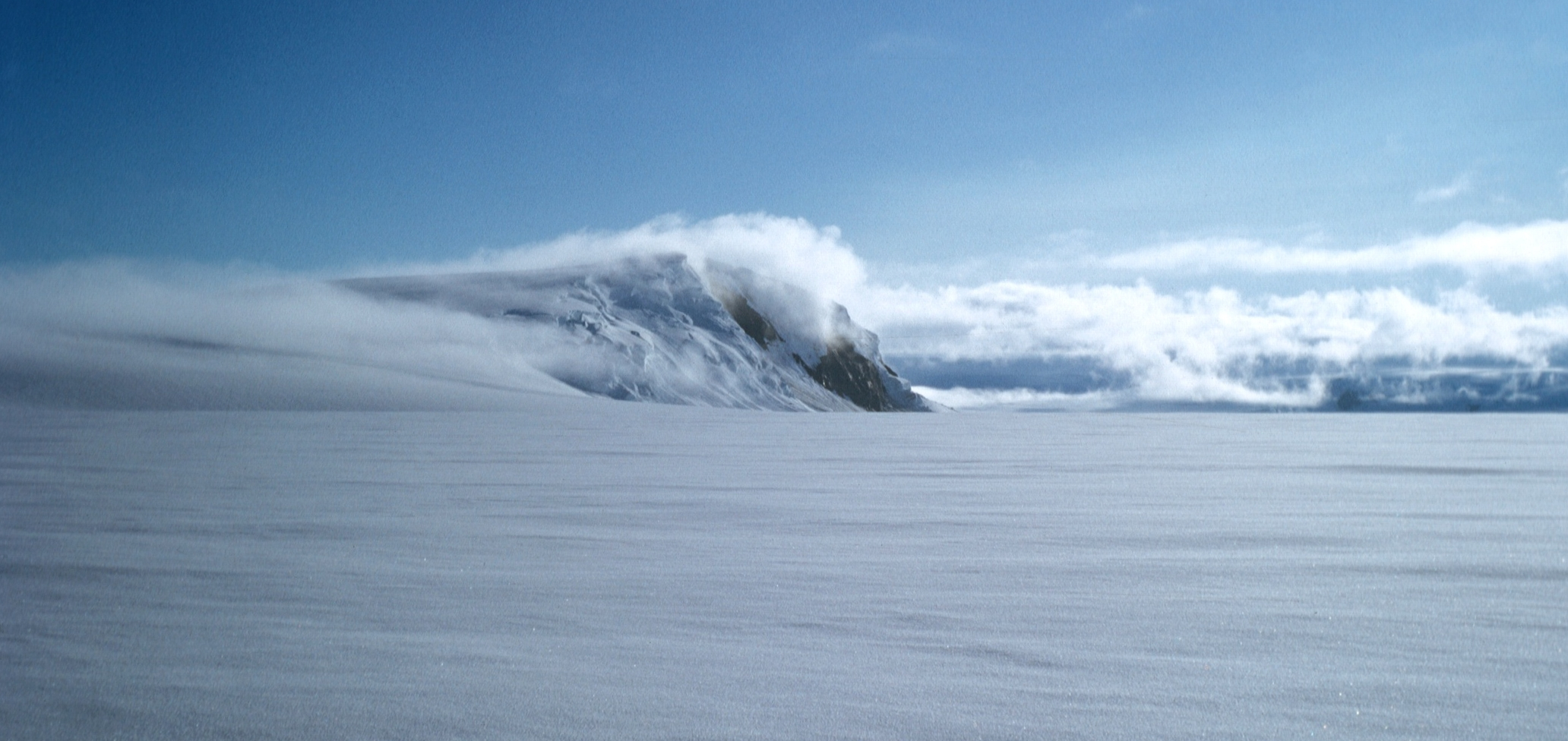
Llac Grímsvötn en la glacera Vatnajökull, Islàndia.

Segons estudis paleontogràfics i glaciològics, els camps de gel serien restes d'àrees englaciadas de molt major grandària formades durant l'última glaciació. Aquests camps de gel són les principals reserves d'aigua potable del món, per la qual cosa tenen un gran valor estratègic.
El drenatge dels camps de gel considera l'existència de glacials emissaris, els quals s'originen des de l'interior de grans masses de gel (camps de gel o gels continentals), adoptant la forma de corrents de gel. Un exemple interessant en aquest sentit és la glacera Humboldt, al nord-oest de Groenlàndia. Els jaços glacials pels quals flueixen aquests glacials emissaris són depressions de la superfície del sistema major que els alberga. La seva conca d'alimentació pot ser identificada per la presència d'esquerdes transversals. El geòleg Juan Brüggen Messtorff considerava als glacials emissaris com a glaceres marginals, pertanyents a la zona d'ablació d'un sistema, que involucra l'existència d'un camp de gel corresponent a la zona d'acumulació o alimentació. La funció principal d'aquestes glaceres marginals és lliurar l'excés de gel a canals en forma de tèmpans, és a dir, descarregar el gel des de zones centrals (o grans acumulacions) a zones perifèriques.

## Camps de gel destacats

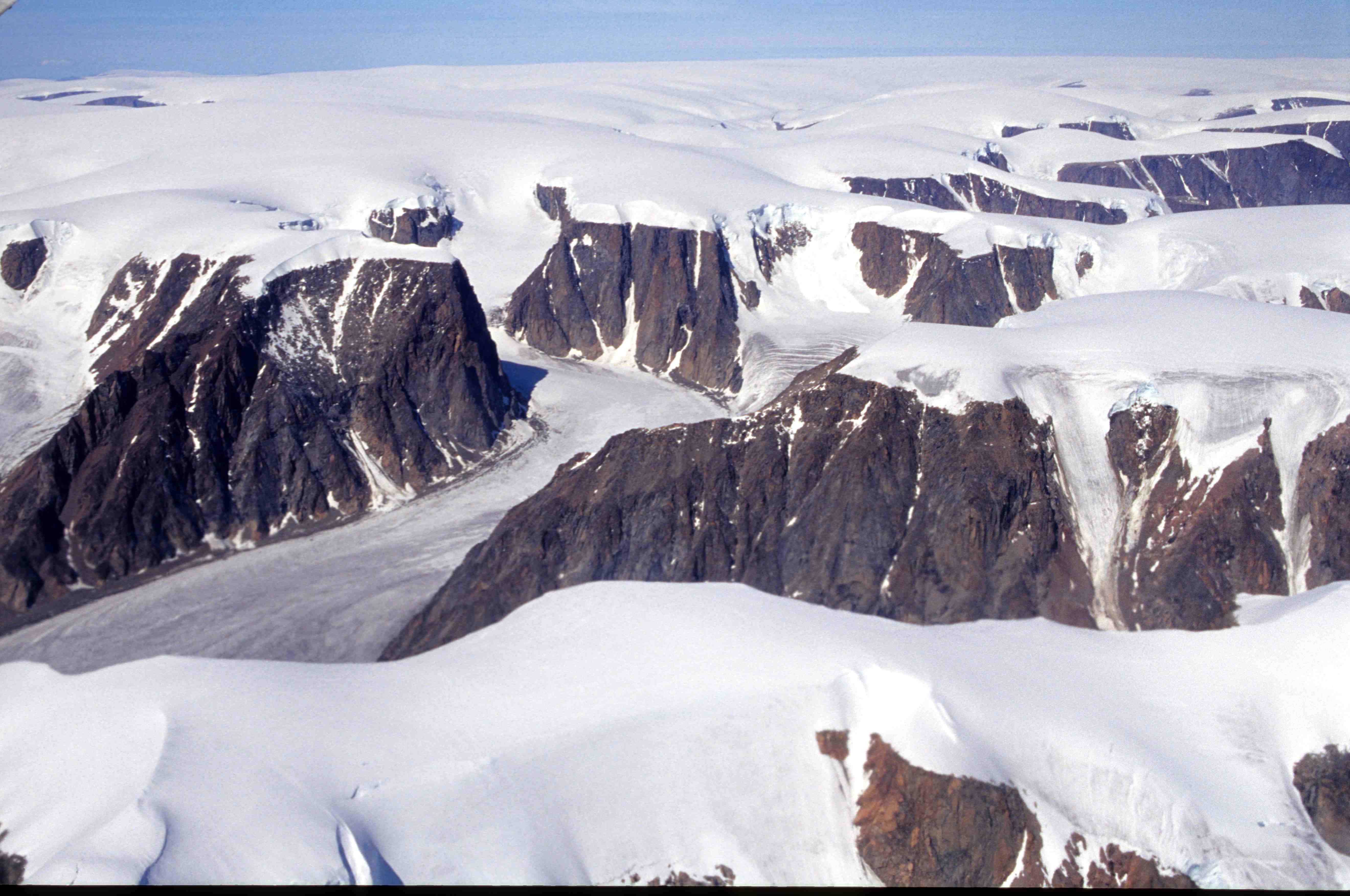
Capa de Gel Penny a l'Illa de Baffin, Canadà.

Gairebé tota l'Antàrtida és un enorme camp de gel encara que, per les superfícies continentals que allí cobreixen, si escau s'empra el terme indlandsis, calota o capa de gel o casquet polar. Fora d'ella, els principals camps de gels són:
- Amèrica:
  - Camp de gel Stikine (Canadà i Estats Units), amb 21 876 km².
  - Camp de gel patagó sud (Argentina i Xile), amb 16 800 km² (aproximadament 14 200 km² a Xile i prop de 2600 km² a l'Argentina).
  - Camp de gel Penny (a l'illa de Baffin, Canadà), amb 6000 km².
  - Camp de gel patagó nord (Xile), amb 4200 km².
  - Camp de gel Juneau (Alaska, Estats Units), amb 3900 km².
  - Camp de gel de la serralada Darwin (Província de Terra del Foc (Xile), amb 2300 km².
  - Camp de gel Columbia (Alberta, Canadà), amb 325 km².
  - Gran Camp Nevat (Xile), amb 200 km².
- Europa:
  - Austfonna (a l'illa Svalbard, Noruega), amb 8120 km².
  - Vatnajökull (Islàndia), amb 8100 km².
  - Jostedalsbreen(el major d'Europa continental,a la zona dels grans fiords)Noruega, amb 487 km². Té 600 m de gruix i 60 km de longitud. Visible en fotos satelit.